# Тити Папазов
Константин Стефанов Папазов, по-известен като Тити Папазов, е треньор по баскетбол на БК Левски.

## Биография
Роден е на 17 юли 1967 г. в София. Тренира като дете баскетбол в „Левски“. По негови думи: „знаех, че нямам капчица талант“. Бил е президент на БК Славия, треньор на мъжките състави на БК Левски и „Лукойл Академик“, както и на мъжкия национален отбор.
През 2007 г. Демократическата партия издига кандидатурата му за кмет на София – в изборите получава 1,73% от гласовете.
Като треньор на „Левски“ печели 2 пъти поред Купата на България – през 2009 г. и 2010 г., съответно срещу „Лукойл Академик“ и „Рилски спортист“. През 2010 г. печели сребърните медали в НБЛ след 3 – 1 загуби от „Лукойл Академик“, през 2011 г. – 2 място в турнира за Купата на България, след загуба на финала от Лукойл Академик с 81:80, през 2010 г. – Балканската лига начело на „Левски“ (на финала сините побеждават черногорския „Ловчен“ със 77:65).
Тити Папазов е обявен за треньор на годината на България за 2009 г. През 2015 г. Тити Папазов обяви на специална пресконференция, че се отказва от треньорството, но през август 2017 г. след 2-годишно отсъствие се завърнал пак като треньор на Левски.
На 10 юни 2020 г. става акционер на ПФК Левски (София) с дял от 35.6%.

## Критики и скандали
Папазов е сниман многократно, извършвайки нарушения на пътя.
През 2023 по време на подкаст с певеца Йонислав Йотов (Тото) споделя, че през 90-те години е остригал косата на своя 16-годишна приятелка като наказание за изневяра. Случаят предизвиква много негативни реакции в обществото.